# アトラス (ロケット)

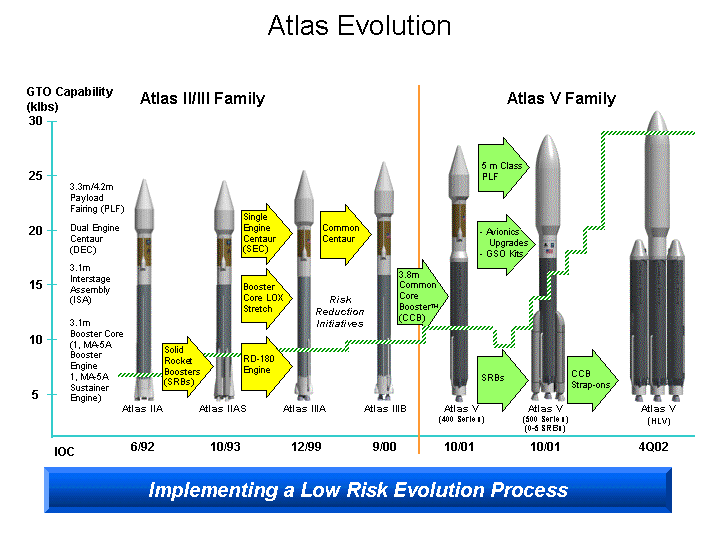
Atlas launch vehicle evolution. (USAF)

アトラスロケット（英: Atlas）はアメリカの大型使い捨て打ち上げロケットの一つである。アトラスシリーズには大きく分けて、タイタンICBMの配備に伴って余剰となったアトラスICBMを流用・改良したアトラスI、チャレンジャー号爆発事故の影響でアメリカが衛星打ち上げ能力を一時的に喪失したことを受けて開発されたアトラスII、さらにメインエンジンをロシア製液酸ケロシンエンジンであるRD-180に、上段を液酸液水エンジンであるセントールに換装したアトラスIII、及び第一段をコモン・コア・ブースターと呼ばれる大型のもの（メインエンジンとしてRD-180を用いる）へ変更したアトラスVの4種類のシリーズがあり、アトラスIVは存在しない。なお、本稿ではそれら全てについて扱う。

## アトラス
最初に開発されたアトラスは、アメリカ空軍向けの大陸間弾道ミサイル (ICBM) であり、1959年から実戦配備につけられている。しかし、液体酸素を酸化剤に用いていたため、軍事的には即応性に劣り、より即応性の優れた、タイタンIIやミニットマンIの配備により1960年代には退役している。一段目はステンレス製の内圧で保持する機体で打ち上げ時は3基のメインエンジンを噴射して後に外側の2基を切り離す"1.5段式"という独特のシステムだった。イギリスが技術導入しようとしたが技術的困難の為に頓挫した。
人工衛星打ち上げ用の使い捨て型ロケットとしても発展し、アメリカ航空宇宙局のマーキュリー計画では、有人のマーキュリー宇宙船を搭載したアトラス LV-3Bが用いられ、また上段を追加したアトラス・アジェナやアトラス・セントールも開発された。

## アトラスII
アトラスIIは、アトラスICBMから改良されたアトラスシリーズの最終モデルで、低軌道・GTO・及び静止軌道への投入を目的として設計された。アトラスII（IIA、IIASを含む）は1988年からデルタロケットに取って代わられる2004年にかけて63機が打ち上げられた。より大きなアトラスロケットはアトラスIII及びアトラスV（後述）として開発された。

### 特徴
アトラスIIでは、各段でアトラスIよりも強力なエンジンと拡張された燃料タンクを利用することによってより大きなペイロード打ち上げ能力を持つ。アトラスIIは2200 kN (490000 lbf) もの総推力によって2767 kg (6100 lb) 以上のペイロードを静止軌道 (35000 km) に投入することが可能である。また、このシリーズではペイロードをさらに増加させるために上段として液水液酸ロケットエンジンを利用するセントールロケットを用いる。さらにアトラスIIは低コスト化された電子機器、優れた飛行制御コンピュータと前身のアトラスIよりも延長された燃料タンクを持っている。
アトラスIIシリーズ最大の派生型がアトラスIIASで、GEOに3.445〜3.7 tのペイロードを投入可能である。

### 背景
1950年代後半において、アトラスは元来ICBMであった。1959年10月31日に最初のアトラス（水平に保存されるDモデル）がヴァンデンバーグ空軍基地第576戦略ミサイル隊に配備された。アトラスE及びFモデルは初の地下サイロ・垂直配置型のICBMで、打ち上げの際にはエレベータを用いて地上に上げられる。しかしながらアメリカ空軍は諸事情から1960年代後半にアトラスICBMをタイタンICBMで置き換え、結果余剰となったアトラスICBMは打ち上げロケットとして再利用されることとなった。最後の改装されたアトラスICBMは1995年にヴァンデンバーグ空軍基地からDMPS（Defense Meteorological Satellite Program/軍事気象衛星）を搭載して打ち上げられた。
NASAでは、1958年には早くもアトラスを打ち上げロケットとして利用した。
1988年5月、1980年代後半のアトラスIの失敗を受け、アメリカ空軍はDSCS (Defence Satellite Communication System) および商業衛星の打ち上げのために、アトラスIIの開発担当としてジェネラル・ダイナミクス（現在のロッキード・マーティン）を選定した。

### 発射場
アトラスIIはケープカナベラル空軍基地の45番発射台から打ち上げられる。最も直近の西海岸からのアトラスIIの打ち上げは2003年12月にヴァンデンバーグ空軍基地30番発射台からである。

### 各種情報
- 主機能: 打ち上げロケット
- 主契約企業: ロッキード・マーティン（機体・組み立て・アヴィオニクス・試験・システムインテグレーション）
- 主要な他契約企業: ロケットダイン（エンジン, MA-5）; プラット&ホイットニー（セントールエンジン, RL-10）; ハニーウェルテレダイン（アヴィオニクス）
- エンジン: MA-5A（ロケットダイン）×3, RL10A-4（プラット&ホイットニー）セントールエンジン×2
- 第0段推力: 2200 kN (414000 lbf)
- 全長/全幅: 47.54 m (156 ft); 4.87 m (16 ft) クラスター部
- コア直径: 3.04 m (10 ft)
- 離床重量: 204.3 t (414000 lb)
- 初打ち上げ: 1992年2月10日
- モデル: II, IIA, IIAS, IIAR
- 打ち上げ場: ケープカナベラル空軍基地

## アトラスIII
アトラスIIIは、2000年~2005年に使われたアメリカの軌道の打ち上げ用ロケット。

### アトラスIIIA
アトラスIIIA（別称 アトラスIIR；アトラスIIAR）は、アトラスIIAまでのロケットダイン MA-5 ブースターの代わりにロシアの RD-180 エンジンを使用したアトラスの発展型。ロッキード・マーティンの商用打ち上げサービスの戦略的存在だったが、打ち上げは2002年と2004年に行われた2度のみである。第1段目はそれまでのアトラスに特徴的なバルーンタンクと高性能 Glushko エンジンを組み合わせたものである。打ち上げ時には RD-180 の2つの燃焼室は離陸の直前に着火され、ブースター上昇の間、高い動圧力領域での音速に近いピーク時に負荷を最小限にする様にエンジン推力を絞るプログラムが設定されて輸送能力を最大限にしている。発射後約2分で軸方向加速度が4Gに達するとエンジン推力を落とし始め、最終的に5.5Gの加速を維持する様にスロットルが調整される。発射後約3分でブースターエンジンが切り離され、セントールロケットを分離する。1回目のセントールロケット燃焼は9分間続き、その後セントールロケットとそのペイロードは惰性で待機軌道に移行する。1回目のセントールロケット燃焼中（点火約10秒後）ペイロードフェアリングが放棄される。約23分の飛行後に2回目のセントールロケット点火が起こって約3分間続き、その後数分後にセントールロケットから宇宙船が分離される。

#### 主要諸元
主契約企業：NPO エネゴマシュ/プラット & ホイットニー社（エンジン, RD-180）；プラット & ホイットニー社（セントールロケットエンジン）；Honeywell（慣性航法装置）；BF Goodrich（デジタル補足システム）；SAAB（ペイロード分離システム）
低軌道 ペイロード: 8,640 kg (19,040 lb). ペイロード: 4,055 kg (8,939 lb). : 静止トランスファー軌道 アポジ: 40,000 km (24,000 mi). 宇宙船: FS-1300, スペースバス 3000. 離陸推力: 2,600.000 kN (584,500 lbf). 総重量: 214,338 kg (472,534 lb). 中心径: 3.05 m (10.00 ft). 全長: 52.80 m (173.20 ft). 開発費 $: 300.000 百万:1995年の平均のドル建ての値段 打ち上げ費用$: 105.000 百万. 1999年のドル建ての値段
1段: 1 x アトラス IIIA. グロス重量: 195,628 kg (431,285 lb). 空重量: 13,725 kg (30,258 lb). エンジン: 1 x RD-180. 推力(真空中): 4,148.722 kN (932,670 lbf). 比推力: 337秒. 燃焼時間: 132秒. 全長: 29.00 m (95.00 ft). 直径: 3.05 m (10.00 ft). 推進剤: 液体酸素/ケロシン
2段: 1 x セントール IIIA. グロス重量: 18,710 kg (41,240 lb). 空重量: 1,905 kg (4,199 lb). エンジン: 1 x RL-10A-4-1. 推力(真空中):  99.155 kN (22,291 lbf). 比推力: 451秒. 燃焼時間: 738秒. 全長: 10.00 m (32.00 ft). 直径: 3.05 m (10.00 ft). 推進剤: Lox/LH2.

### アトラスIIIB
アトラスIIIB（別称 アトラスIIRC；アトラスIIARC）は、ロシアの RD-180 エンジンとアトラスのオリジナルなバルーンタンクを組み合わせた最後のバージョン。アトラスIIIAの第2段目を延長して2エンジンに換装したもので、アトラスVに取って代わられるまで2002年~2005年の短い期間運用された。第1段目ブースターはアトラスIIIAと同じものが使われ、ロッキード・マーティン製の第2段目セントールロケットはターボポンプ加給の2個のプラット & ホイットニー社 RL10A-4-2 液体酸素-液体水素エンジンを動力源とした。アトラスIIIBではセントールロケットはタンクが延長（1.68m）され、2個目のエンジンが追加された。アトラスとセントールの双方における誘導、タンク加圧と推進剤使用制御は、前方の器材モジュールに設置された慣性航法装置（INU）で行う。1回目のセントールロケット燃焼は5分間続き、その後セントールロケットとそのペイロードは惰性で待機軌道に移行する。1回目のセントールロケット燃焼中（点火約8秒後）ペイロードフェアリングが放棄される。約27分の飛行後に2回目のセントールロケット点火が起こって約3分間続き、その後数分後にセントールロケットから宇宙船が分離される。

#### 主要諸元
主契約企業：NPO エネゴマシュ/プラット & ホイットニー社（エンジン, RD-180）；プラット & ホイットニー社（セントールロケットエンジン）；ハネウェル（慣性航法装置）；BF Goodrich（デジタル補足システム）；SAAB（ペイロード分離システム）
低軌道 ペイロード: 10,718 kg (23,629 lb). ペイロード: 4,500 kg (9,900 lb). : 静止トランスファー軌道 アポジ: 40,000 km (24,000 mi). 宇宙船: HS 601, LM 700. 離陸推力: 2,600.000 kN (584,500 lbf). 総重量: 218,588 kg (481,904 lb). コア直径: 3.05 m (10.00 ft). 全長: 52.80 m (173.20 ft). 打ち上げ費用 $: 105.000百万. 2000年のドル建ての値段.
1段: 1 x アトラス IIIA. グロス重量: 195,628 kg (431,285 lb). 空重量: 13,725 kg (30,258 lb). エンジン: 1 x RD-180. 推力(真空中):  4,148.722 kN (932,670 lbf). 比推力: 337秒. 燃焼時間: 132秒. 全長: 29.00 m (95.00 ft). 直径: 3.05 m (10.00 ft). 推進剤: 液体酸素/ケロシン.
2段: 1 x セントール IIIB. グロス重量: 22,960 kg (50,610 lb). 空重量: 2,130 kg (4,690 lb). エンジン: 2 x RL-10A-4-2. 推力(真空中): 198.319 kN (44,584 lbf). 比推力: 451秒. 燃焼時間: 460秒. 全長: 11.68 m (38.32 ft). 直径: 3.05 m (10.00 ft). 推進剤: 液体酸素/液体水素.

### アトラス3B SEC
打ち上げ回数 3回；初打ち上げ：2003年4月12日；最終打ち上げ：2005年2月3日
1段: 1 x アトラス IIIA. グロス重量: 195,628 kg (431,285 lb). 空重量: 13,725 kg (30,258 lb). エンジン: 1 x RD-180. 推力(真空中): 4,148.722 kN (932,670 lbf). 比推力: 337秒. 燃焼時間: 132秒. 全長: 29.00 m (95.00 ft). 直径: 3.05 m (10.00 ft). 推進剤: 液体酸素/ケロシン
2段: 1 x セントール V1. グロス重量: 22,825 kg (50,320 lb). 空重量: 2,026 kg (4,466 lb). エンジン: 1 x RL-10A-4-2. 推力(真空中): 99.194 kN (22,300 lbf). 比推力: 451秒. 燃焼時間: 894秒. 全長: 12.68 m (41.60 ft). 直径: 3.05 m (10.00 ft). 推進剤: 液体酸素/液体水素.

### アトラス3B DEC
打ち上げ回数 1回；打ち上げ日：2002年2月21日
1段: 1 x アトラス IIIA. グロス重量: 195,628 kg (431,285 lb). 空重量: 13,725 kg (30,258 lb). エンジン: 1 x RD-180. 推力(真空中): 4,148.722 kN (932,670 lbf). 比推力: 337秒. 燃焼時間: 132秒. 全長: 29.00 m (95.00 ft). 直径: 3.05 m (10.00 ft). 推進剤: 液体酸素/ケロシン.
2段: 1 x セントール V2. グロス重量: 23,050 kg (50,810 lb). 空重量: 2,250 kg (4,960 lb). エンジン: 2 x RL-10A-4-2. 推力(真空中): 198.398 kN (44,602 lbf). 比推力: 451秒. 燃焼時間: 435秒. 全長: 12.68 m (41.60 ft). 直径: 3.05 m (10.00 ft). 推進剤: 液体酸素/液体水素.

## アトラスV

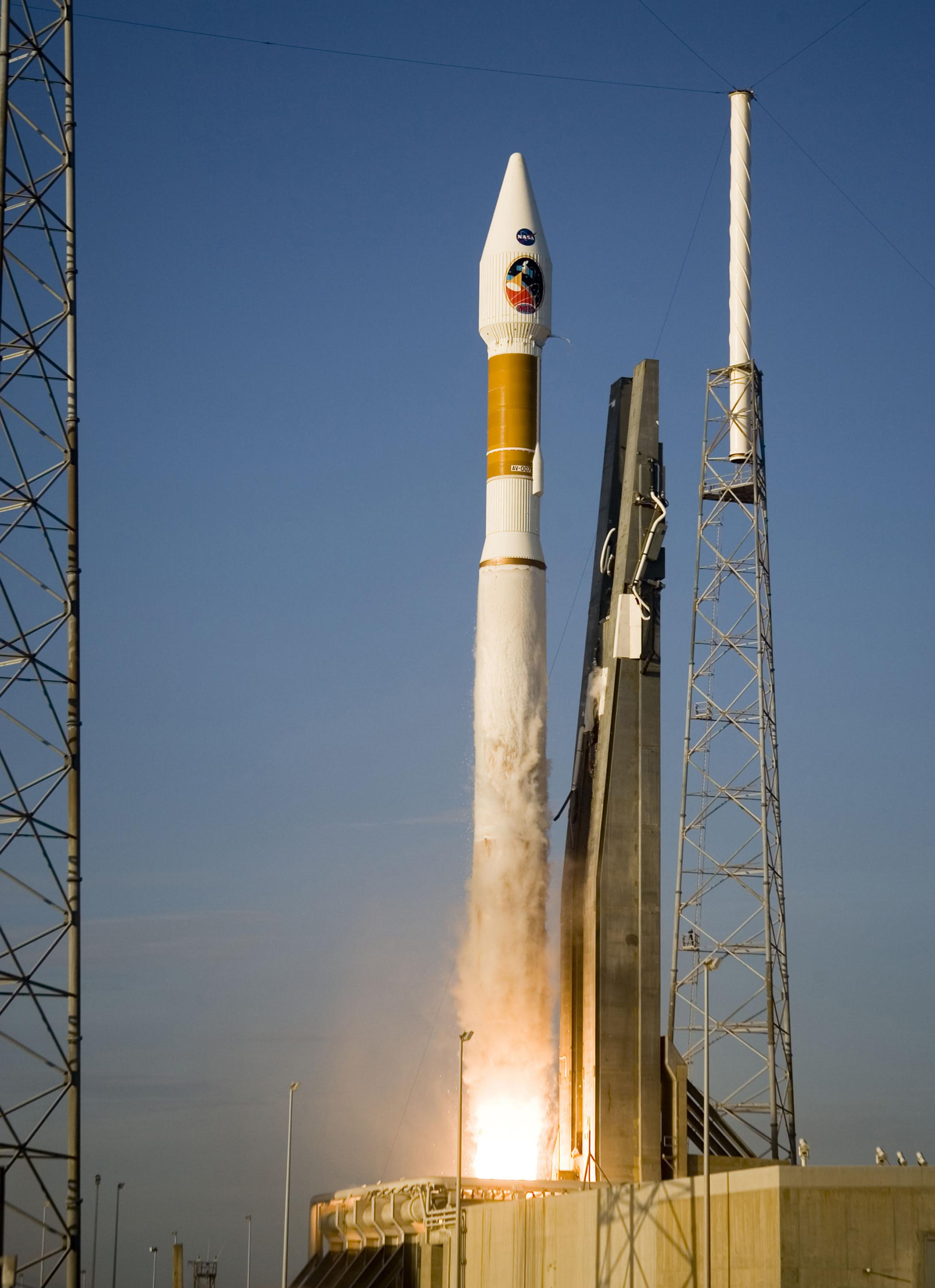
アトラスV初のNASA探査機（マーズ・リコネッサンス・オービター）の打ち上げ

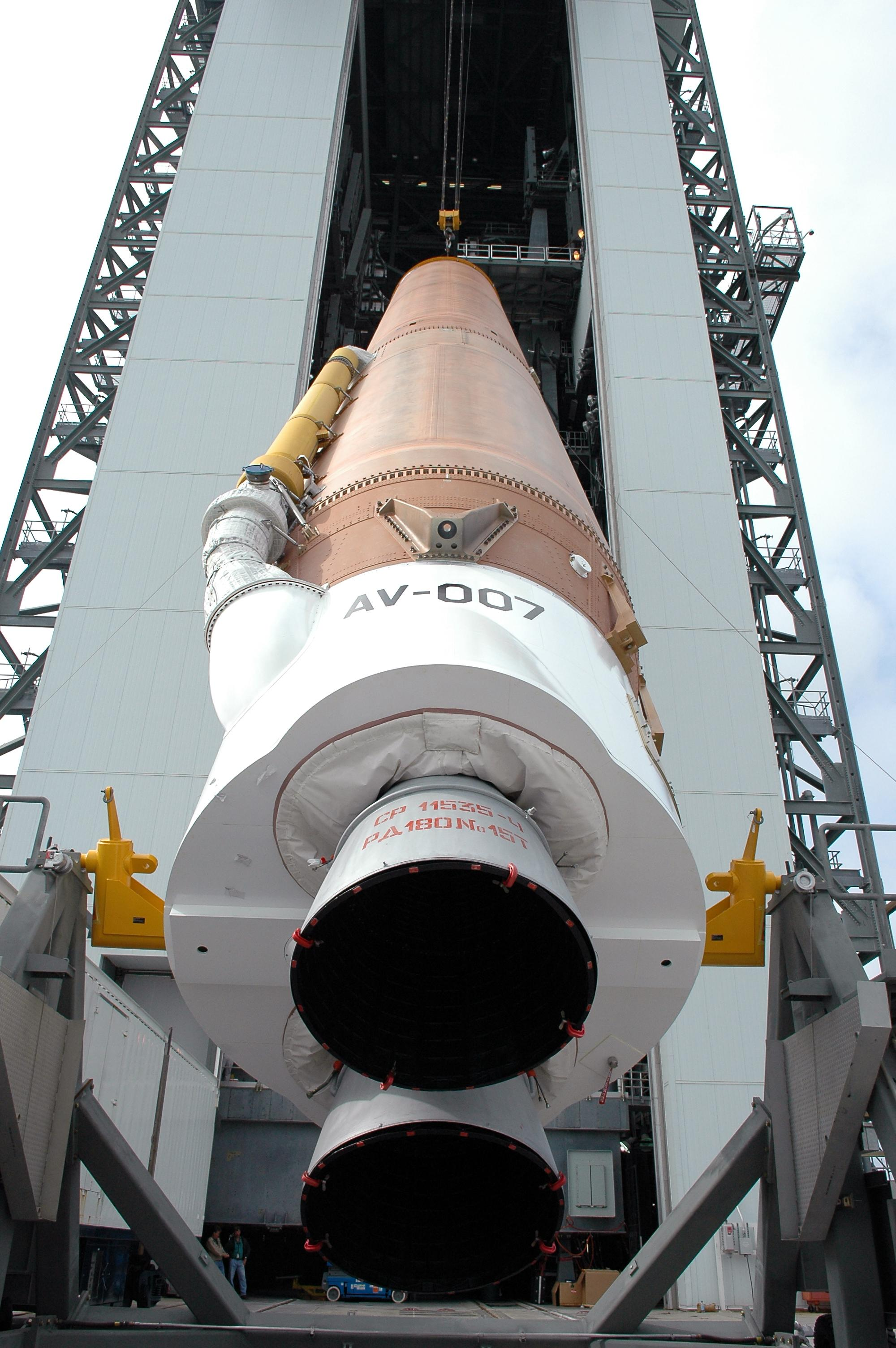
打ち上げ台へ載せられようとしているアトラスVのコアステージ

アトラスVはロッキード・マーティンによって開発されたロケットである。アトラスVはアトラスロケットの最新バージョンという位置づけであるが、過去のアトラスロケットの特徴はほとんど残っていない。バルーンタンク（当初のアトラスロケットでは、極限まで軽量化するために燃料タンクが非常に薄いステンレスで作られており、燃料内圧もしくは窒素ガスによって形を維持した）は使われていないし、1.5段式（主エンジン+ブースター）の機体構成も用いていない。それどころかアトラスVの1段目はタイタンシリーズのような強固な構造を取り入れている。
アトラスVは、アメリカ空軍のEELV (Evolved Expendable Launch Vehicle:発展型使い捨てロケット) 計画の一環としてロッキードマーティン コマーシャルローンチサービス社で開発された。アトラスVはケープカナベラル空軍基地の41番射場（以下CC LC41）から打ち上げられるが、将来の極軌道衛星用としてヴァンデンバーグ空軍基地（以下ではVAFB SLC-3E）が用意されている。現在までに22機のアトラスVが打ち上げられ、21機が成功し、1機は衛星の軌道投入に失敗した。アトラスVファミリーの1段目には新規に開発されたコモン・コア・ブースター（CCB; 共通一段システム/メインエンジンとしてロシア製のRD-180を用いる）を使用する。CCBは直径3.8 m (12.5 ft) ・全長32.5 m (106.6 ft) で、284,453 kg (627,105 lb) の液体酸素とRP1ロケット燃料を搭載し、最大で5機の固体ロケットブースターを取り付けることができる。CCBのRD-180エンジンはおおよそ3.8 MN (900,000 lbf) の推力を発揮し、約4分間燃焼する。
1.68 m (5.5 ft) ストレッチされて全長12.68 m (41.6 ft)・直径3.05 m (10.0 ft) となった第2段のセントールは圧力安定式低温燃料タンクを用い、1基〜2基のプラット & ホイットニー社製RL10A-4-2エンジン（推力99.2 kN）を使用する。セントールに搭載されている慣性航法装置群 (INU) はアトラスおよびセントール両方に対して航法と誘導を提供し、同時に燃料タンク圧力及び燃料消費を制御する。また、セントールは宇宙空間での再着火に対応しているため、地球低軌道のパーキング軌道へ投入するだけでなく、GTOに衛星を投入することが可能である。現在耐障害性の高いINUへのアップグレードが進行中であり、これによって全てのアトラスロケットの信頼性がさらに増すことだろう。
アトラスVにおいては従来の（アトラスIIから使われていた）4メートルペイロードフェアリングに加えて、ロッキード・マーティンはフライトプルーブンであるエリコン・コントラヴェス社製5メートルペイロードフェアリング (4.57 m使用可能) を導入した。また、アトラスVは中小型のペイロードの場合はアトラスV 400/500シリーズ、大型のペイロードにはアトラスV Heavy（さらに大きなペイロードの打ち上げを可能とするために3つのCCBを束ねた強力型）というように3種類の構成をサポートする。
なお、アトラスV Heavy型の場合は受注から30ヶ月で打ち上げ可能となる。(情報元: )
旧来のフェアリングではペイロードのみをカバーするが、コントラヴェスフェアリングではペイロードのみならずセントールロケットまで収納される。

### 型名
全てのアトラスロケットの名称は、ロケットの構成をあらわす3桁の数字を持つ。100の位の数字はノーズコーンフェアリングの直径 (4 m / 5 m) を表し、10の位の数字は第1段に取り付けられる固体ブースターの本数を表す（固体ブースターロケットは4 mフェアリングならば0本から最大4本、5 mフェアリングの場合は0から最大5本まで）。最後に1の位の数字はセントールロケットに搭載されるエンジンの個数（1個 / 2個）を示している。シングルエンジンのセントールは主に静止トランスファ軌道に投入されるか、あるいは地球引力圏を脱出する場合に用いられる。デュアルエンジンのセントールは主に低軌道に投入される場合に用いられる。
例えば、“AtlasV 552”という型名ならば、5 mフェアリングと5本の固体ブースターを使用し、2つのセントールエンジンを組み合わせていることを表し、“431”という型名ならば、それは4 mフェアリングと3本の固体ブースター、そして1つのセントールエンジンを組み合わせていることを表す。

## 比較にあげられるロケット
- デルタ IV
- アリアン5
- 長征5型
- アンガラ
- ファルコン9
- GXロケット - 第一段目としてアトラスIIIの推進部分とアトラスVの誘導装置を組み合わせたものを用いる予定であった